# Omalaspis nigra
Omalaspis nigra är en stekelart som först beskrevs av Hartig 1840.  Omalaspis nigra ingår i släktet Omalaspis, och familjen glattsteklar. Arten är reproducerande i Sverige.